# Estació de Clapham Junction
L'Estació de Clapham Junction (Clapham Junction railway station en anglès) és la principal estació ferroviària i nus de transport al costat de St John's Hill, al sud-oest de Battersea, a Wandsworth, Anglaterra. Tot i que es troba a Battersea, l'àrea al voltant de l'estació es coneix popularment com Clapham Junction, el qual està situat al nord, al districte veí de Clapham.
En ser la principal terminal del sud de Londres, enllaçant amb les estacions de les línies de Waterloo i London Victoria, Clapham Junction és una de les terminals més transitades d'Europa en nombre de trens. L'estació és també la més freqüentada en nombre d'intercanvis de serveis del Regne Unit.